# Bythites fuscus
Bythites fuscus är en fiskart som beskrevs av Reinhardt, 1837. Bythites fuscus ingår i släktet Bythites och familjen Bythitidae. Inga underarter finns listade.
Det största registrerade exemplaret var 14,6 cm lång.
Denna fisk förekommer med tre populationer i nordvästra Atlanten, den första vid Qeqertarsuatsiaat i sydvästra Grönland, den andra i Danmarkssundet mellan Grönland och Island samt den tredje i Davis sund nära Kanada. Bythites fuscus dokumenterades i regioner 540 till 680 meter under havsytan. Fisken är 30 cm lång eller något längre.
Endast ett fåtal individer är registrerade. Populationens storlek är okänd. IUCN listar arten med kunskapsbrist (DD).